# Nami Nemoto
Nami Nemoto (jap. 根本奈美 Nemoto Nami; * 24. März 1975 in Kamishihoro) ist eine ehemalige japanische Eisschnellläuferin.

## Werdegang
Nemoto wurde im Jahr 1992 japanische Juniorenmeisterin im Mini-Mehrkampf und holte bei den Juniorenweltmeisterschaften in Warschau die Goldmedaille im Mini-Mehrkampf. In der Saison 1992/93 nahm sie in Karuizawa erstmals am Eisschnelllauf-Weltcup teil, wobei sie den 25. Platz über 1000 m sowie die Plätze 23 und 19 über 1000 m errang. In den folgenden Jahren wurde sie bei den Juniorenweltmeisterschaften 1994 in Berlin Vierte im Mini-Mehrkampf und gewann bei den Einzelstreckenasienmeisterschaften 1995 in Ulaanbaatar jeweils die Goldmedaille über 3000 m und 5000 m sowie bei den Einzelstreckenasienmeisterschaften 1997 in Obihiro die Silbermedaille über 3000 m und die Goldmedaille über 5000 m. In der Saison 1997/98 lief sie bei den Olympischen Winterspielen 1998 in Nagano auf den 15. Platz über 5000 m und bei den Einzelstreckenweltmeisterschaften 1998 in Calgary auf den 15. Platz über 3000 m sowie auf den zehnten Rang über 5000 m. Außerdem wurde sie japanische Meisterin über 1500 m und 3000 m. Bei den Einzelstreckenasienmeisterschaften 1998 in Obihiro gewann sie jeweils die Silbermedaille über 1500 m und 3000 m und die Goldmedaille über 5000 m. In der Saison 1998/99 erreichte sie mit zwei Top-Zehn-Platzierungen darunter Platz drei über 3000 m in Berlin den zehnten Platz in der Weltcupwertung über 3000/5000 m und belegte bei den Einzelstreckenweltmeisterschaften 1999 in Heerenveen den 18. Platz über 1500 m sowie den 17. Rang über 3000 m. Bei den Einzelstreckenweltmeisterschaften 2000 in Nagano kam sie auf den 12. Platz über 5000 m, bei den Einzelstreckenweltmeisterschaften 2001 in Salt Lake City auf den 15. Platz über 3000 m sowie auf den zehnten Rang über 5000 m und bei der Mehrkampfweltmeisterschaft 2001 in Budapest auf den 15. Platz im Kleinen-Vierkampf.
In der Saison 2001/02 errang Nemoto mit drei neunten und zwei achten Plätzen über 3000 m den achten Platz in der Weltcupwertung über 3000/5000 m und bei der Mehrkampfweltmeisterschaft 2002 in Heerenveen den zehnten Platz im Kleinen-Vierkampf. Beim Saisonhöhepunkt, den Olympischen Winterspielen 2002 in Salt Lake City, belegte sie den 18. Platz über 3000 m. In der folgenden Saison lief bei den Einzelstreckenweltmeisterschaften 2003 in Berlin auf den 20. Platz über 3000 m sowie auf den 14. Rang über 1500 m und bei den Winter-Asienspielen 2003 in Hachinohe auf den neunten Platz über 3000 m. Nachdem in der Saison 2003/04 den japanischen Meistertitel über 3000 m gewinnen konnte, kam sie zu Beginn der Saison 2004/05 in Hamar auf den dritten Platz und in Berlin auf den zweiten Rang in der Teamverfolgung. Im weiteren Saisonverlauf holte sie in der Teamverfolgung in Baselga di Piné ihren einzigen Weltcupsieg und errang mit vier Top-Zehn-Platzierungen den zehnten Platz in der Weltcupwertung über 3000/5000 m. Bei der Mehrkampfweltmeisterschaft 2005 in Moskau belegte sie den neunten Platz im Kleinen-Vierkampf und bei den Einzelstreckenweltmeisterschaften 2005 in Inzell den 13. Platz über 5000 m sowie den 13. Rang über 3000 m. Zudem holte sie dort die Bronzemedaille in der Teamverfolgung und bei den Einzelstreckenasienmeisterschaften 2005 in Shibukawa jeweils die Goldmedaille über 3000 m und 5000 m. In der Saison 2005/06 absolvierte sie in Heerenveen ihren letzten Weltcup, welchen sie auf dem 17. Platz über 3000 m beendete und lief bei den Olympischen Winterspielen 2006 in Turin auf den 29. Platz über 1500 m sowie auf den vierten Rang in der Teamverfolgung.

## Erfolge

### Olympische Spiele
- 1998 Nagano: 15. Platz 5000 m
- 2002 Salt Lake City: 18. Platz 3000 m
- 2006 Turin: 4. Platz Teamverfolgung, 29. Platz 1500 m

### Einzelstrecken-Weltmeisterschaften
- 1998 Calgary: 10. Platz 5000 m, 15. Platz 3000 m
- 1999 Heerenveen: 17. Platz 3000 m, 18. Platz 1500 m
- 2000 Nagano: 12. Platz 5000 m
- 2001 Salt Lake City: 10. Platz 5000 m, 15. Platz 3000 m
- 2003 Berlin: 14. Platz 1500 m, 20. Platz 3000 m
- 2005 Inzell: 3. Platz Teamverfolgung, 11. Platz 3000 m, 13. Platz 5000 m

### Mehrkampf-Weltmeisterschaften
- 2001 Budapest: 15. Platz Kleiner-Vierkampf
- 2002 Heerenveen: 10. Platz Kleiner-Vierkampf
- 2005 Moskau: 9. Platz Kleiner-Vierkampf

### Winter-Asienspiele
- 2003 Hachinohe: 9. Platz 3000 m

### Asienmeisterschaften
- 1995 Ulaanbaatar: 1. Platz 3000 m, 1. Platz 5000 m
- 1997 Obihiro: 1. Platz 5000 m, 2. Platz 3000 m
- 1998 Obihiro: 1. Platz 5000 m, 2. Platz 3000 m
- 2005 Shibukawa: 1. Platz 3000 m, 1. Platz 5000 m

### Weltcupsiege im Team
| Nr. | Datum           | Ort             | Disziplin        |
| --- | --------------- | --------------- | ---------------- |
| 1.  | 29. Januar 2005 | Baselga di Piné | Teamverfolgung 1 |

## Persönliche Bestzeiten
| Disziplin | Zeit        | Datum             | Ort            |
| --------- | ----------- | ----------------- | -------------- |
| 500 m     | 40,66 s     | 5. Februar 2005   | Moskau         |
| 1000 m    | 1:20,14 min | 28. Januar 2006   | Klobenstein    |
| 1500 m    | 1:57,97 min | 19. November 2005 | Salt Lake City |
| 3000 m    | 4:04,91 min | 12. November 2005 | Calgary        |
| 5000 m    | 7:08,60 min | 15. März 2001     | Calgary        |